# Орел (съзвездие)
Вижте пояснителната страница за други значения на Орел.
Орел (на латински: Aquila) е екваториално съзвездие, през което преминава един от най-красивите участъци на Млечния път. Съзвездието изобразява митологичната птица, която в продължение на 30 хил. години кълвала прикования към скалата Прометей, наказан от боговете, защото е дал на хората божествения огън. След като Прометей бил освободен от Херкулес, орелът бил поставен от боговете като съзвездие.

## Ярки звезди
α/алфа/Aql – Алтаир – бяла звезда, 0,8 величина, спектър А7. На арабски името му означава „летящата“. Една от най-близките до нас звезди, на разстояние 17 св. години. Диаметърът ѝ е почти равен на диаметъра на Слънцето, но поради по-високата си температура има и по-голяма светимост. Скоростта на околоосното въртене е огромна – прави един оборот за 6,5 часа. В резултат от чудовищните центробежни сили, екваториалният диаметър на Алтаир е два пъти по-голям от полярния – т.е. звездата е силно сплесната откъм полюсите. Алтаир, заедно със звездите Денеб (съзв. Лебед) и Вега (съзв. Лира) образува т.нар. летен триъгълник.
β/бета/Aql – Алшаин – оранжева звезда, 3,9 величина, спектър К0. Името ѝ произхожда от персийското наименование на съзвездието Орел – Шахин (сокол). На 13 ъглови секунди от главната звезда се намира втори компонент от 12 зв. величина. Поради голямата разлика в блясъка между двете звезди е необходим поне 10 инчов (250 мм) телескоп, за да бъде видян вторият компонент.
γ /гама/Aql – Таразед – оранжева звезда, 2,8 величина, спектър К2. Счита се, че името произхожда от персийски израз за нападащ сокол.
ζ /дзета/Aql – Денеб ел Окаб – бяла звезда, 3,02 величина, спектър А0. На арабски името ѝ означава „опашката на орела“, но според съвременното очертание на съзвездието е по-скоро рамото на птицата.

## Променливи звезди
η/ета/Aql – една от най-ярките цефеиди (пулсираща с постоянен период звезда), която може да се наблюдава с просто око. Блясъкът ѝ се изменя от 3,6 до 4,5 величина на всеки 7,2 дни. Спектър G0. Диаметър 48 млн. километра. Масата ѝ е 13 пъти по-голяма от слънчевата, а плътността ѝ е само 0,0003 от плътността на Слънцето. Интересно е, че звездата, която е дала името на този тип променливи звезди (делта Цефей), е установена като променлива през 1784 г., а η/ета/Орел – през 1783, т.е. фактът, че този клас звезди е наречен „цефеиди“, а не „аквилиди“ е историческа несправедливост.
V Aql – променлива звезда, на която блясъкът се изменя от 6,6 до 8,4 величина. Червен гигант. Една от най-наситено червените звезди.

## Двойни звезди
15 Aql – оранжев гигант от 5 величина със спътник от 7 величина, които лесно се разделят в неголям телескоп.
57 Aql – двойка звезди от 6 величина, лесно разделима в неголям телескоп.

## Разсеян звезден куп
NGC 6709 – видим размер 13', относителна яркост – 6,3 величина. Съдържа около 60 звезди. Единственият звезден куп в съзвездието Орел, достъпен за наблюдение с любителска техника.

## Планетарни мъглявини
NGC 6781 – планетарна мъглявина с доста голям видим диаметър (1,8'), но ниска повърхностна яркост – 12 зв. величина. Препоръчителен е поне 8 инчов (200 мм) любителски телескоп, за да бъде видяна елиптичната форма на тази мъглявина.
NGC 6803 – малко по-ярка от NGC 6781 (11,4 величина), но с много малък видим диаметър – едва 6 ъглови секунди. Предизвикателство дори за големи любителски телескопи.

## Тъмни мъглявини
В 142 и В 143 – двойка тъмни мъглявини – непрозрачни, с неправилна форма облаци от прах, които спират светлината в една от най-богатите на звезди зони в Млечния път. Намират се близо до Гама Орел (Таразед). Обхващат площ с относителни размери 80'x50'